# Каратай (озеро)
Каратай — озеро в Ивановской волости Невельского района Псковской области, к северу от города Невель.
Площадь — 5,5 км² (549 га, с островами — 5,6 км² или 559 га). Максимальная глубина — 3,5 м, средняя глубина — 2,5 м. Площадь водосборного бассейна — 169 км².
На берегу озера расположены деревни Сереброво, Бараново, Щербино, Лобачёво.
Проточное. Относится к бассейну реки Балаздынь, притока реки Ловать.
Тип озера лещово-плотвичный с судаком и уклеей. Массовые виды рыб: щука, окунь, плотва, лещ, красноперка, судак, язь, густера, щиповка, верховка, уклея, линь, угорь, налим, вьюн, карась, карп (возможно); широкопалый рак.
Для озера характерны заиленный песок, песок, камни, галька.
Около западного берега озера находится одноимённый остановочный пункт (бывшая станция) Санкт-Петербург-Витебской линии Октябрьской железной дороги. Останавливаются пригородные поезда Новосокольники — Невель и Новосокольники — Алёща.